# Ženitba (opera)
Ženitba (H. 341) je opera, kterou složil Bohuslav Martinů během svého pobytu v New Yorku mezi 5. říjnem a 30. listopadem 1952. Dílo bylo tehdy komponoval na zakázku americké televizní stanice NBC pro seriál televizních oper nazvaný Opera for the Millions. Martinů k ní upravil i libreto podle námětu stejnojmenné tříaktové komedie ruského klasika Nikolaje Vasiljeviče Gogola, jehož text zkrátil o jedno jednání. Premiéra televizní inscenace byla 7. února 1953. V říjnu téhož roku následovala premiéra ve Státní opeře v Hamburku.

## Charakteristika díla
Hudební skladatel a znalec života a díla Bohuslava Martinů Aleš Březina hodnotí dílo jako „veselé, zpěvné, lehce plynoucí a hudebně srozumitelné. Ve stálém výrazu, volbě malého komorního orchestru, v jednoduchosti zápletky, v převážně tonální skladbě a v dalších elementech.“

## Inscenační historie v Česku
Až do roku 2010 bylo incenační tradicí uvádět u nás tuto operu v českém překladu libreta od Evy Bezděkové. V česku ji poprvé scénicky uvedlo brněnské Janáčkovo divadlo v provedení znalce a zaníceného propagátora hudby Martinů dirigenta Václava Noska 22. května 1960, opera byla ale nescénicky provedena dokonce vícekrát již dříve: 11. února 1956 její průřez  v pořadu Televizní opery Bohuslava Martinů pro brněnské posluchače s vybranými pěvci připravil skladatelův obdivovatel a propagátor Zdeněk Zouhar.1 2. března 1959 byl ve velkém sále Městské knihovny v Praze uveden večer cyklu Lidová universita - světová opera, na němž zaznělo zřejmě první celistvé koncertní uvedení opery v Československu. Účinkovali pěvci Janáčkovy opery v Brně, na klavír doprovázel Pavel Kuchař a operou v úvodním slově přítomné provedl Martinů první životopisec Miloš Šafránek. 13. srpna 1959 zazněla opera na rádiových vlnách stanice Praha II, pro něž je nastudoval a provedl soubor opery Státního divadla v Brně v čele s dirigentem Václavem Noskem. A konečně 7. února 1960 byla opera Ženitba zařazena také do vysílání Československé televize. Pro její uvedení byla užita dřívější rozhlasová nahrávka dirigenta Václava Noska, herecké ztvárnění bylo ale dle dobové praxe provedeno jinými umělci.

1	Na pořadu účinkovali pěvci B. Syková-Dejmková, M. Krejčí, A. Braunová, M. Pokorný, E. Hrubeš a L. Seelinger, o klavírní doprovod se postarala V. Zouharová.	
V roce 1971 ji inscenovalo Národní divadlo Moravskoslezské Do Prahy opera dorazila v roce 1962, kdy ji zde uvedlo Operní studio JAMU. Další pražské „studentské“ představení, tentokrát v podání posluchačů Hudební fakulty Akademie múzických umění s komorním orchestrem Berg proběhlo v roce 2007. V roce 2009 se v rámci mezinárodního hudebního festivalu Brno – Moravský podzim uskutečnilo první provedení této opery v anglickém originále. O dva roky později operu uvedlo též plzeňské Divadlo Josefa Kajetána Tyla.

## Nahrávka
V roce 1999 (u příležitosti 40. výročí úmrtí skladatele) byla na CD vydána starší nahrávka Ženitby, pořízená Československým rozhlasem Brno pro vysílání 13. srpna 1959. S orchestrem a sólisty tehdejšího Státního divadla v Brně ji nahrál dirigent Václav Nosek.